# Puchar Świata w Boksie 1983
 3. Puchar Świata w boksie 1983 odbył się w dniach 17 – 22 października 1983 roku w Rzymie we Włoszech.

## Rezultaty

### Medaliści
| Kategoria wagowa                | Złoto                          | Srebro                         | Brąz                                                      |
| Waga papierowa (-48 kg)         | Kim Kwang-sun Korea Południowa | Bejbut Jesżanow ZSRR           | Ismaił Mustafow Bułgaria · Mayedoror Wansuradej Tajlandia |
| Waga musza (-51 kg)             | Pedro Reyes Kuba               | Yong Mo-heo Korea Południowa   | Jeff Fenech Australia · Petyr Lesow Bułgaria              |
| Waga kogucia (-54 kg)           | Maurizio Stecca Włochy         | Sanguo Teraporn Tajlandia      | Jurij Aleksandrow ZSRR · Jesús Poll Wenezuela             |
| Waga piórkowa (-57 kg)          | Jesús Sollet Kuba              | Sierik Nurkazow ZSRR           | Giuseppe Ferracuti Włochy · Frank Rauschning NRD          |
| Waga lekka (-60 kg)             | Ramon Goire Kuba               | Chil Sung-jun Korea Południowa | Emił Czuprenski Bułgaria · Michael Rogers Australia       |
| Waga lekkopółśrednia (-63,5 kg) | Candelario Duvergel Kuba       | Imre Bácskai Węgry             | Wasilij Szyszow ZSRR · Dhawee Umponmaha Tajlandia         |
| Waga półśrednia (-67 kg)        | Luciano Bruno Włochy           | Ron Essett Stany Zjednoczone   | Noma Abbas Irak · Alexander Künzler RFN                   |
| Waga lekkośrednia (-71 kg)      | Walerij Łaptiew ZSRR           | Romolo Casamonica Włochy       | Ralf Hunger NRD · Shawn O’Sullivan Kanada                 |
| Waga średnia (-75 kg)           | Sin Jun-seop Korea Południowa  | Noe Cruciani Włochy            | Virgil Hill Stany Zjednoczone · Nusret Redžepi Jugosławia |
| Waga półciężka (-81 kg)         | Witalij Kaczanowski ZSRR       | Rick Womack Stany Zjednoczone  | Ismail Khalil Irak · Paweł Skrzecz Polska                 |
| Waga ciężka (-91 kg)            | Aleksandr Jagubkin ZSRR        | Luis Castillo Ekwador          | Willie DeWitt Kanada · Angelo Musone Włochy               |
| Waga superciężka (+91 kg)       | Francesco Damiani Włochy       | Craig Payne Stany Zjednoczone  | Ulli Kaden NRD · Aleksandr Miroszniczenko ZSRR            |

### Tabela medalowa
| Miejsce | Państwo           |    |    |    | Razem |
| ------- | ----------------- | -- | -- | -- | ----- |
| 1       | Kuba              | 4  | 0  | 0  | 4     |
| 2       | ZSRR              | 3  | 2  | 3  | 8     |
| 3       | Włochy            | 3  | 2  | 2  | 7     |
| 4       | Korea Południowa  | 2  | 2  | 0  | 4     |
| 5       | Stany Zjednoczone | 0  | 3  | 1  | 4     |
| 6       | Tajlandia         | 0  | 1  | 2  | 3     |
| 7       | Ekwador           | 0  | 1  | 0  | 1     |
| 7       | Węgry             | 0  | 1  | 0  | 1     |
| 9       | Bułgaria          | 0  | 0  | 3  | 3     |
| 9       | NRD               | 0  | 0  | 3  | 3     |
| 11      | Australia         | 0  | 0  | 2  | 2     |
| 11      | Irak              | 0  | 0  | 1  | 2     |
| 11      | Kanada            | 0  | 0  | 1  | 2     |
| 14      | Jugosławia        | 0  | 0  | 1  | 1     |
| 14      | Polska            | 0  | 0  | 1  | 1     |
| 14      | RFN               | 0  | 0  | 1  | 1     |
| 14      | Wenezuela         | 0  | 0  | 1  | 1     |
| Razem   | 17 państw         | 12 | 12 | 24 | 48    |